# Bertrand-Moulin
Pour les articles homonymes, voir Moulin (homonymie).
Bertrand-Moulin, né le 17 avril 1944 à Coutances et mort le 9 février 2006 dans le 18ème arrondissement de Paris, est un artiste peintre et sérigraphe français.

## Biographie
Bertrand Georges Alphone Moulin naît au premier étage du café de l'Univers à Coutances en avril 1944, sept semaines avant le bombardement de la ville du 6 juin, « sous les auspices du Pou qui grimpe, groupe local de trois artistes dynamiques - Joseph Quesnel, René Jouenne et Jean Thézeloup - dont les œuvres ornaient le café tenu par ses parents ».
Après qu'il ait été, au lycée en 1962, lauréat du concours général de dessin (discipline qu'il avait abordée dès 1954 en suivant les cours du professeur Lefèvre au cercle des petits cheminots de Cherbourg), il rencontre le poète Yves Pinguilly pour qui il dessine en 1964 le frontispice de Tenter encore le jour. Il est de 1964 à 1969 successivement élève de Roger Chastel - qui lui fait découvrir les peintres Jean Piaubert, Jean Fautrier et Gérard Schneider - puis de Gustave Singier à l'École nationale supérieure des beaux-arts de Paris. Son condisciple en ces deux ateliers est le peintre tunisien Ouanes Amor qui restera durablement son ami. Il est logiste du Prix de Rome de peinture en 1968 puis, avec l'équipe de Gustave Singier (dont Ouanes Amor) il contribue à la réalisation de fresques murales à l'École nationale d'art décoratif d'Aubusson (où il rencontre Jacques Lagrange), puis à l'École Lazare-Carnot de Bourg-en-Bresse.  

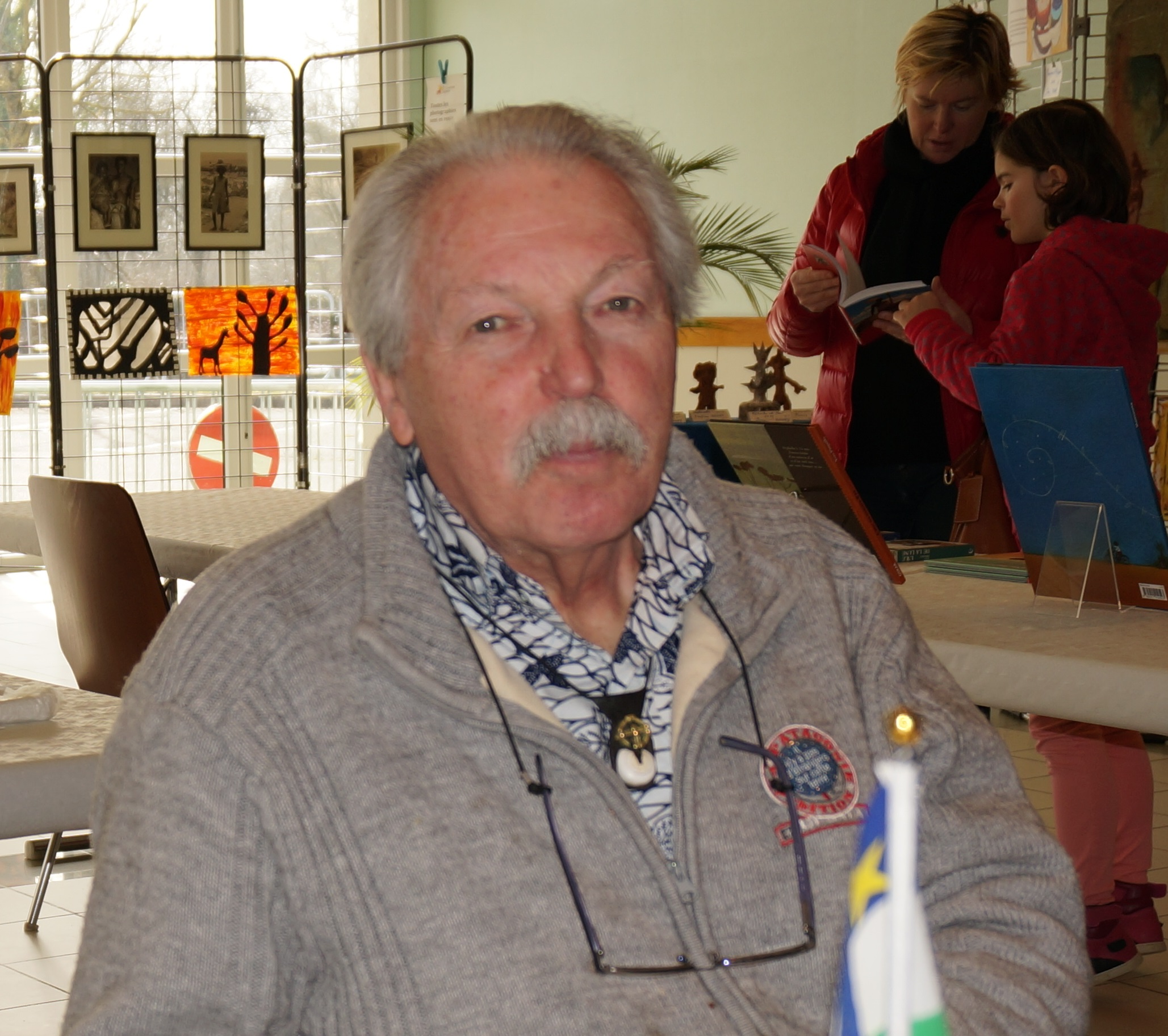
Yves Pinguilly
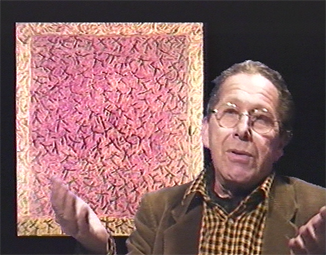
Ouanes Amor

Exposant à partir de 1971 au Salon de Mai fondé par Gaston Diehl, il en intègre le comité directeur en 1975, y côtoyant alors les sculpteurs Étienne-Martin et Robert Couturier et devenant l'ami des sculpteurs Gérard Koch, Claude Abeille, Caroline Lee, du photographe et plasticien André Chabot, de l'écrivaine Hélène Parmelin, des peintres Félix Labisse et Édouard Pignon « avec lequel il aura des échanges passionnants sur la création ». Le Salon de Mai lui offre également de retrouver Gustave Singier, de côtoyer Corneille, Hugh Weiss, Ladislas Kijno (qui na sera pas sans avoir une certaine influence sur son travail), Yvon Taillandier, Abraham Hadad et Jacques Vimard.

Proches et amis autour du comité de direction du Salon de Mai
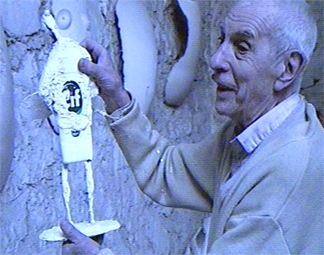
Robert Couturier
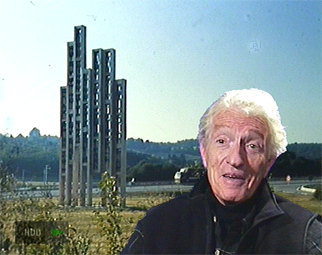
Gérard Koch
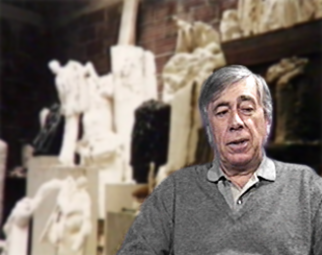
Claude Abeille
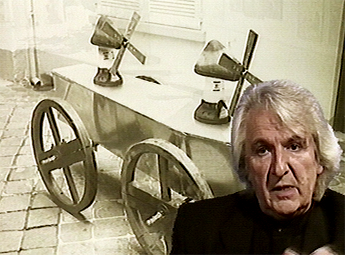
André Chabot
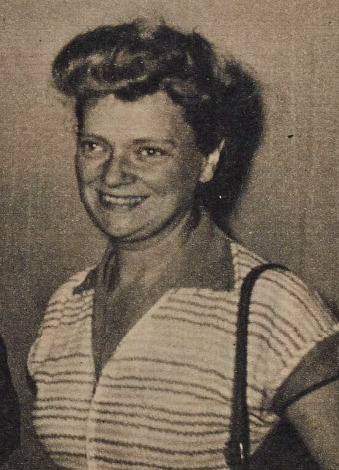
Hélène Parmelin
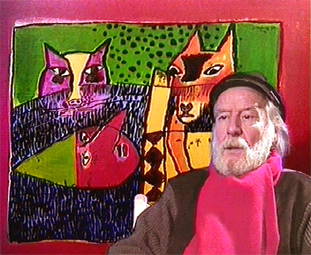
Corneille
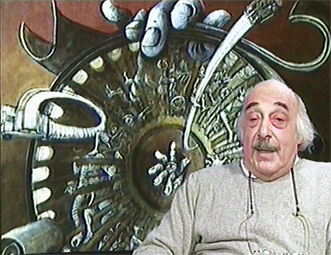
Hugh Weiss
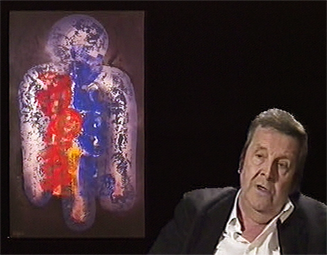
Ladislas Kijno
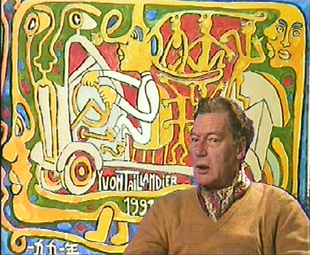
Yvon Taillandier
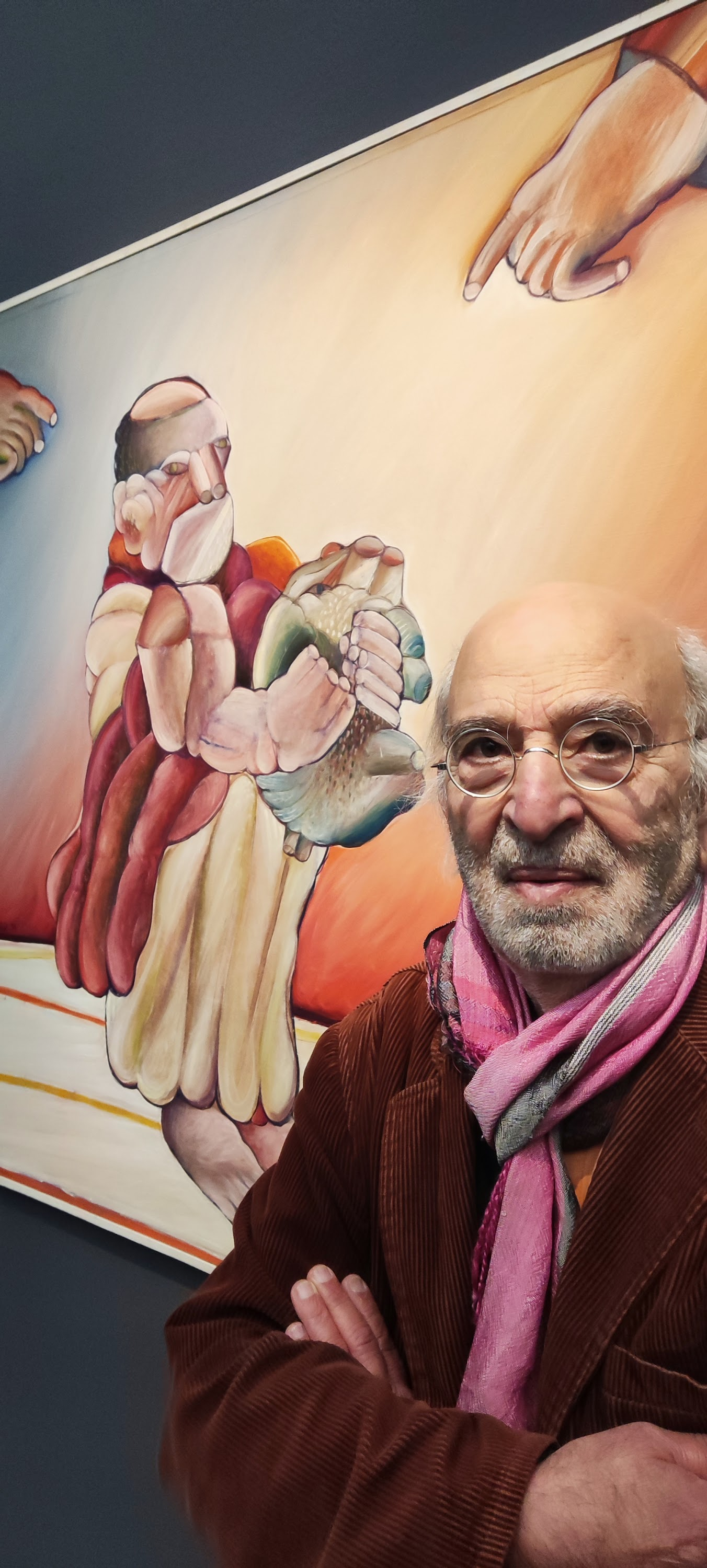
Abraham Hadad
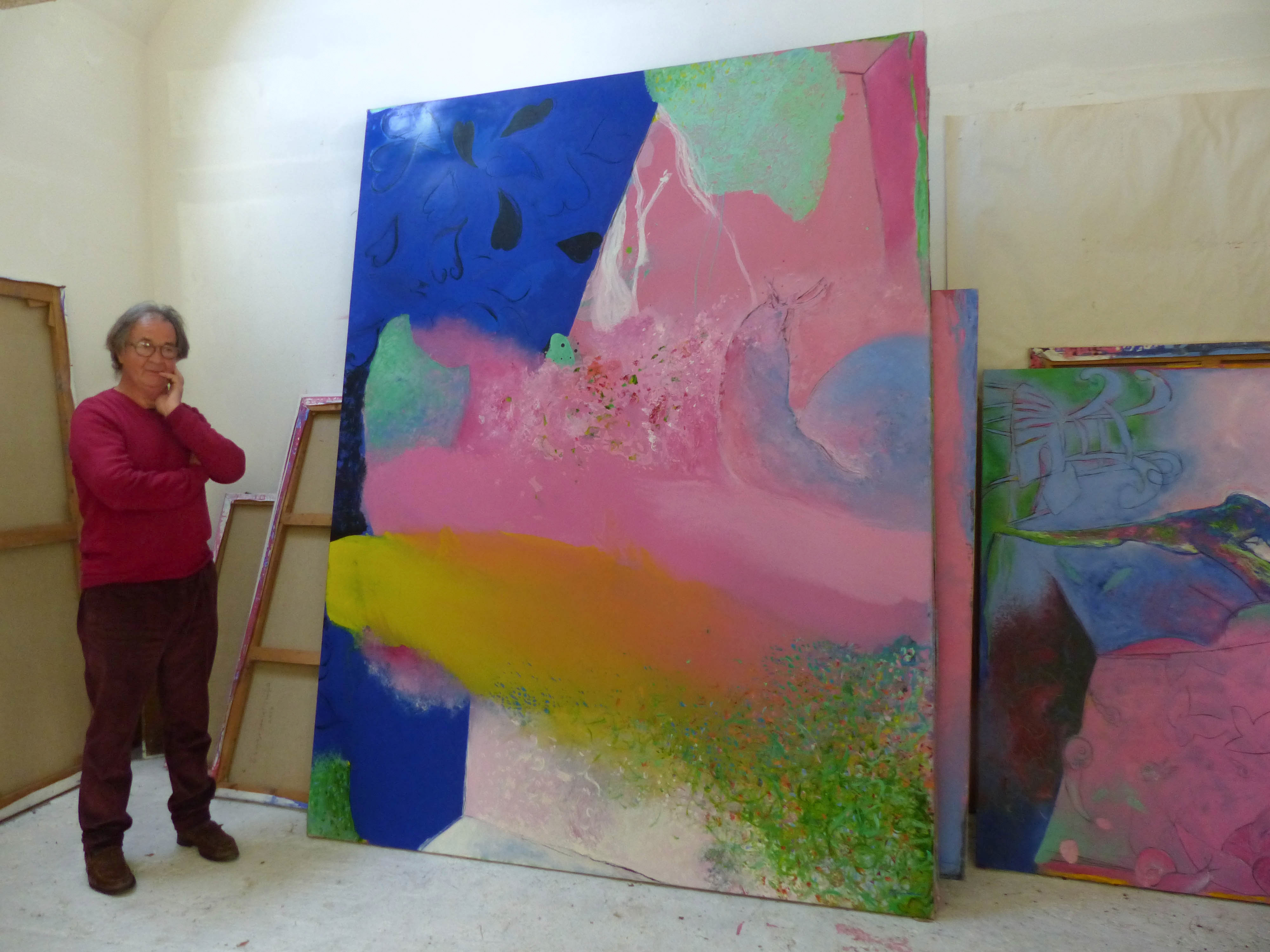
Jacques Vimard

En 1977, il crée les décors du ballet Le Danseur de Corde de Michel Caserta.
Bertrand-Moulin est professeur d'arts plastiques à partir de 1981. Il fait l’objet d’un nombre important d’expositions personnelles et participe à nombre d’expositions collectives, dont plusieurs répondent à un engagement dans la vie sociale, de même que son travail avec la galerie l’Art et la Paix à Saint-Ouen. Il participe ainsi en 2004 à l’exposition Cent ans, cent peintres à la Fête de l’Humanité, en 2005 à une exposition itinérante de l’association Femmes solidaires autour du thème Résister, c’est créer, en 2000 à l’expo Jésus à l’Humanité, à l’espace Niemeyer, place du Colonel-Fabien à Paris.
Jean-Pierre Colle évoque Bertrand-Moulin « partageant ses dernières années entre son atelier du 8, rue Carnot à Gennevilliers et surtout son atelier de Soulles, dernier lieu de ressourcement et de paix auprès de sa femme Agnès dont la présence inébranlable offrait la stabilité nécessaire à cet artiste sans cesse taraudé par la crainte de l'inaccomplissement ». C'est ainsi à Soulles qu'est inhumé l'artiste lorsqu'il meurt en février 2006.

## Expositions

### Expositions personnelles
- Bertrand-Moulin - Peintures autour des poèmes d'Yves Pinguilly, bibliothèque municipale de Choisy-le-Roi, 1967[5].
- Bertrand-Moulin - Rétrospective 1960-1969, hôtel de ville de Périers, 1969[4].
- Bertrand-Moulin - Peintures récentes, Casino de Cherbourg, 1969.
- Bertrand-Moulin, lauréat du Prix de peinture de Vitry-sur-Seine, Galerie municipale de Vitry-sur-Seine, 1972[5].
- Musée Quesnel-Morinière, Coutances, 1972[5].
- Hôtel Neptune, Coutainville, 1975, 1976 (Papiers déchirés)[6]
- Bertrand-Moulin - Femmes et lumières, maison Pablo-Neruda, Arles, 1976[6].
- Galerie La Marine, Cherbourg, 1978 (Bertrand-Moulin - Formes nues et collages), 1984 (Bertrand-Moulin - Peintures et collages)[6].
- Bertrand-Moulin - Peintures et papiers déchirés, Hôpital d'Avranches, 1979[6].
- Bertrand-Moulin - Peintures et papiers déchirés, Centre culturel Elsa-Triolet - Louis-Aragon, Orly, 1979[4].
- Théâtre Jean-Vilar, Vitry-sur-Seine, 1980.
- Bertrand-Moulin - Dix ans de peinture, 1973-1983, Théâtre Paul-Éluard, Stains, 1984[6].
- Hôtel de ville de Saint-Ouen-l'Aumône, 1985[6]
- Galerie Le Vanves, Vanves, 1986[6]..
- Bertrand-Moulin - Peintures, collages, Maison des arts et loisirs de Sochaux, 1987[5].
- Galerie Fine Arts, Tokyo, 1987[5].
- Bertrand-Moulin - Corridors, Galerie du Théâtre, Vanves, 1989[4].
- Galerie Sonia K., Lille, 1989[4].
- Galerie Art Prestige, Paris, 1991[5].
- Hôtel de ville de Saint-Étienne-du-Rouvray, 1992[6].
- Galerie Crocodile, Ménerbes, 1992[4].
- Société générale, Lyon, 1993, 1996[6].
- Bertrand-Moulin - Peintures, théâtre de Gennevilliers, 1999[4].
- Musée "O", Tokyo, 1999[6], 2003[4].
- Galerie Deprez, Paris, 1999.
- Bertrand-Moulin - Petits formats, Crédit agricole, Coutances, 2003.
- Bertrand-Moulin - Intérieur-extérieur, espace Paul-Éluard, Stains, 2004[4].
- Espace culturel d'Agon-Coutainville, 2004[4].
- Maison Elsa-Triolet - Louis-Aragon, Saint-Arnoult-en-Yvelines, 2004[4].
- Bertrand-Moulin - Rétrospective, Musée d'art et d'histoire de Saint-Lô, janvier-avril 2013[8].
- Galerie Art du Temps, Cléon d'Andran, novembre-décembre 2023[9].

### Expositions collectives
- Maison des Beaux-Arts, Paris, 1967[4].
- Salon des artistes français, Paris, 1968[6].
- Douze peintres de l'atelier Gustave Singier, Galerie de France, Paris, 1969, puis Marly-le-Roi, Marseille et Auxerre, 1970[4].
- Déjeuners sur l'herbe, Maison des Beaux-Arts, Paris, 1971.
- Salon des réalités nouvelles, Paris (secrétaire général), 1971, 1972, 1973, 1974, 1982, 1995[6],[5].
- Salon de Mai, Paris, à partir de 1971, membre du comité directeur en 1975, président en 2005[5].
- 23e Festival de Toulon, 1973[4].
- Œuvres sérigraphiques, Galerie de l'Oranger, Dieppe (Seine-Maritime), 1974.
- Prix Fénéon, Galerie Katia Granoff, Paris, 1974.
- Parc floral de Paris, 1974[4].
- Biennales internationales de Montevideo et de Rio de Janeiro, 1975[4].
- Château des Stuarts, Aubigny-sur-Nère, 1975, 1978 (Festival de poésie murale).
- Festival du livre, Nogent-sur-Marne, 1977[6].
- Une toile, un peintre, centre culturel Pablo-Neruda, Corbeil-Essonnes, 1977[4].
- Œuvres sur papier, Galerie Prismel, Bruxelles, 1977[4].
- Festival d'art contemporain, Toulon, 1978.
- Vingtième anniversaire de la Révolution cubaine, Unesco, Paris, 1979[4].
- Salon d'art contemporain de Montrouge, beffroi de Montrouge, 1979[4].
- Salon de création artistique, parc des expositions de Bourg-en-Bresse, 1979[4].
- Cent dessins d'aujourd'hui, Centre d'animation culturelle de Vitry-sur-Seine, 1980[4].
- Salon de la Jeune Peinture, Paris, 1980[6].
- 6 + 1, aéroport de Paris-Orly, 1981[4].
- Différences III, C.A.C. Paul-Éluard, Bezons[4].
- Poésie murale, bibliothèque municipale de Massy (Essonne), 1983[4].
- Chenal, Crédit agricole, Saint-Lô[4].
- Art présent en Basse-Normandie, Coutances, 1983[4].
- Poésie murale, artothèque M.C.O., carré Saint-Vincent, Orléans, 1983[4].
- Bertrand-Moulin - Constantin Xenakis, Galerie Fine Arts, Tokyo, 1983[4].
- Salon d'art contemporain d'Ernée, 1984[4].
- Union des arts plastiques de Saint-Étienne-du-Rouvray, 1984 (La sensualité du désir), 1992 (55e exposition de l'Union des arts plastiques)[4].
- Hommage à Gustave Singier, Galerie Bernanos, Paris, 1985[4].
- Salon Grands et jeunes d'aujourd'hui, Paris, Grand Palais1985, 1986, 1987, 1988, 1990, 1991, 1992[4].
- Chenal, Galerie Pablo-Picasso, Denain, 1986[4].
- Vingtième anniversaire, Maison des arts et loisirs de Sochaux, 1987[4].
- Office culturel Free-Mandela, Gardanne, 1988.
- Vitry - Vingt ans d'art dans la ville, Galerie municipale de Vitry-sur-Seine, 1989[4].
- Cent peintres et sculpteurs pour la Révolution française, espace Messidor, Paris, 1989[4].
- Novembre à Vitry - Vingt ans après, Galerie municipale, Vitry-sur-Seine, 1990[4].
- Dialogue 91, hôtel de ville de Fontenay-sous-Bois, 1991[4].
- Le mouvement de la Paix - Sérigraphies, Galerie L'Art et la Paix, Paris, 1991.
- Cinquante peintres qui marquent notre époque, Hôtel California, Paris, 1993[4].
- Espace 1789, Saint-Ouen, 1997 (Avec Aragon - Centième anniversaire de la naissance de Louis Aragon), 2000 (Peinture poésie), 2003 (Poissons étendards d'artistes)[4].
- Artistes franco-japonais, Studio de l'Image, Paris, 1998, 2001[4].
- Galerie Fine Arts, Tokyo, 1999 (Bertrand-Moulin - Claude Abeille), 2002 (Artistes d'aujourd'hui franco-japonais)[4].
- Jésus et l'humanité, troisième millénaire - Trente peintres et sculpteurs contemporains, siège du Parti communiste français, octobre-décembre 2000[10].
- MAC 2000, espace Auteuil, Paris, 2002[4].
- Espace Bingen, Paris, 2003[4].
- Cent ans, cent toiles, parc paysager de La Courneuve, 2004[4].
- Première Biennale d'art contemporain, Allauch, 2005[4].
- Novembre à Vitry/50 1969-2019 Bertrand-Moulin, Pierre Buraglio, Dominique De Beir, Abraham Hadad, Hervé Télémaque…, Galerie municipale Jean-Collet, Vitry-sur-Seine, septembre-octobre 2019.

## Conservation

### Collections publiques

#### Bosnie-Herzégovine
- Musée de Tuzla[6].

#### Espagne
- Collection d'œuvres graphiques du Musée d'art contemporain (es), Madrid[6].
- Musée de la ville (es) de Valence.
- Musée d'art contemporain (es), Vilafamés

#### France
- Lieu d'art et action contemporaine de Dunkerque[5].
- Hôtel de ville de Fontenay-sous-Bois[4].
- Fonds municipal d'art contemporain de Gennevilliers[4].
- Mairie de Lessay[4].
- Département des estampes et de la photographie de la Bibliothèque nationale de France, Paris.
- Centre national d'art et de culture Georges-Pompidou, Paris[6].
- Musée d'art moderne de la ville de Paris[5].
- Mairie de Périers[4].
- Maison Elsa-Triolet - Louis-Aragon, moulin de Villeneuve, Saint-Arnoult-en-Yvelines[11].
- Fonds d'art contemporain de la ville de Saint-Étienne-du-Rouvray, Paillotte rouge, huile sur toile 81x100cm, 1992[12].
- Mairie de Stains[4].
- Musée d'Art contemporain du Val-de-Marne, Vitry-sur-Seine[5].

#### Macédoine du Nord
- Musée de la ville de Skopje[6].

### Réalisations monumentales
- Peinture murale, avenue Morizet, Boulogne-Billancourt[4].
- Fresque murale intérieure, collège Anne-Heurgon-Desjardins, Cerisy-la-Salle[4].
- Bas-relief polychrome, rue des Chasses, Clichy[4].
- Décors intérieurs école Rû de Montfort, Saint-Denis (Seine-Saint-Denis)[4].
- Polyuréthane, collège Lakanal, Vitry-sur-Seine.

### Collections privées
- Maison Lubiam, Mantoue[4].

## Réception critique

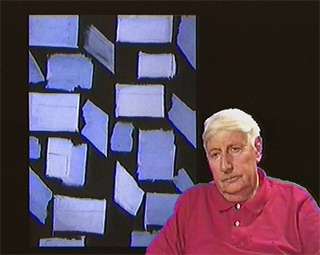
Jacques Busse

- « Dans ses peintures dites de chevalet, il met en œuvre des techniques diverses: collages peints, papiers déchirés. Sa peinture associe le géométrique et le gestuel. Des accents pigmentaires savoureux, j'utilisation de ponctuations très contrôlées pontuent des espaces, où un savant encombrement laisse deviner comme des points de fuite vers un au-dehors ou au-delà de la peinture, leurs titres étant souvent empruntés à des espaces intérieurs donnant sur l'extérieur : Corridor, Couloir, Fenêtre, Voilage, Balcon, Palissade. La sensualité de la touche, de la matière pigmentaire et de la forme qu'elles engendrent, tend à des évocations d'une présence féminine et de l'écoulement du temps, de la présence de la femme révélée dans la lumière, d'où des titres plus inattendus : Une femme et des heures, Femme et lumière, Forme-Nu, Nuit japonaise. Matérialisée dans des compositions murales ou dans des tableaux, l'œuvre de Bertrand-Moulin participe d'un sens de la mesurequi a toujours caractérisé l'esprit de celles de Nicolas Poussin jusqu'à Georges Braque ou Alfred Manessier. Générée d'une abstraction tempérée de sensualité, bien dans l'esprit de cette abstraction qui peut être dite latine, sinon française, la peinture de Bertrand-Moulin vise et touche juste par la réussite d'un équilibre entre rigueur et liberté. » - Jacques Busse[5]
- « Le style pictural de Bertrand-Moulin est marqué par l'abstraction mais dans u,n double procédé, géométrique et spontané dans la gestuelle, avec également cette élégance dans la ligne typique de la calligraphie japonaise. Ses tableaux sont marqués par une densité de la surface où les formes géométriques se chevauchent ou se télescopent. Les titres de ses œuvres, tel Paravent ou Fenêtre, ont recours à des mots qui signifient des délimitations : séparation d'un même espace ou signalement d'un passage entre l'intérieur et l'extérieur… Des œuvres de calme et de sérénité, d'équilibre et de rigueur, mais non pas d'austérité. L'artiste analyse l'espace qui est entre les choses, l'air qui y circule. Ses tableaux montrent un travail sur la verticalité, symbole de l'aspiration humaine vers le haut, tant dans leur format que dans la prédominance des rectangles étirés vers le haut. Les formes élémentaires que sont le rectangle et le cercle sont un idéal de beauté universel… » - Dominique Stal[6]
- « Violentes par leur composition à l'aspect chaotique, les œuvres de Bertrand-Moulin renferment une luminescence étrange et mystérieuse. L'horizon de chaque tableau est souvent découpé d'une façon verticale ou oblique de telle manière que nous voyons par une fente ou un entrebâillement. Entre ces grands rectangles qui semblent des murs ouverts sur l'imaginaire del'artiste apparaît un petit cosmos désordonné qui tient autant d'un mélange d'astres et de planètes que d'un immense jeu de construction dont on ne verrait qu'une partie. La disposition des formes sur la toile peut paraître comme un instantané de masses en équilibre instable ou comme le souvenir de nos jeux d'enfants lorsque nous rêvions de "chambouler" un jeu de quilles. De-ci, delà surgissent des sphères, des disques, des trous circulaires qui sont autant des yeux que des puits de lumière. Les couleurs sont brutes par endroits, ailleurs ce sont de minuscules éclaboussures qui viennent éclairer l'œuvre. Nous "rentrons" dans ces toiles avec un vif plaisir car leur auteur affiche sa volonté de ne rien nous cacher de leur fabrication, se refusant à tous les artifices. » - Jean-Luc Monfleur[4]
- « Dans l’Allégorie de la caverne, Platon sépare à la hache le sensible et l'intelligible, deux ordres que tout distingue et oppose avec, entre les deux, la géométrie qui tient du second par l'abstraction de son raisonnement et du premier par le tracé des figures, que l'on voit et qui servent de béquilles à l'enchaînement des concepts. Bertrand-Moulin a ceci de rafraîchissant que deux mille ans après cette violente diérèse, il réconcilie l'entendement de l'œil, le pensé et le senti, les maths et le chromo. Il remet aussi le monde à l'endroit. Avec lui, le royaume des sens n'est plus soumis et comme honteux devant celui du pur Esprit. Les rectangles, les cercles, les carrés se mettent aux ordres des fantômes et hissent les couleurs. Pythagore se marie à Auguste Renoir et Thalès ne tombe plus dans son puit d'ignorer le sol où s'agitent ses pieds, désormais il perçoit que l'ombre de la pyramide est un polychrome !… "Ô mathématiques sévères, je ne vous ai pas oubliées" chantait Maldoror[13]. Bertrand-Moulin non plus, à ceci près qu'il les enchante, les bigarre, les chamarre, les bariole pour y mettre le feu. Et l'harmonie y sort de la jouissance au lieu de s'en retirer pour un plaisir où 'esprit se donne un corps au lieu de le dénier. "Que nul n'entre ici s'il n'est géomètre" affirmait le père de la métaphysique à l'entrée de son école. À sa manière, Bertrand-Moulin aussi. mais "l'ici" auquel il nous convie n'est pas l'arrière-monde des apprentis-philosophes, c'est un atelier de peintre. Et la fête peut commencer ! » - Bernard Vasseur[4]

## Prix et distinctions
- Premier Prix international de peinture de Vitry-sur-Seine, 1969[5].
- Prix Lubiam (it), Mantoue, 1974[5].
- Troisième Prix de la ville de Toulon, 1978[4].